# Édouard Blanc
Pour les articles homonymes, voir Blanc (homonymie).
Édouard Blanc (Paris, 15 avril 1858 - Paris, 19 février 1923) est un géographe et explorateur français, fils de Thérèse Bentzon.

## Biographie
Agent des Eaux et Forêts (1876) puis des Ponts et Chaussées (1885), il est nommé responsable du développement des oasis de Tunisie et se consacre alors au problème du dessèchement du Sahara et à celui des communications entre l'Afrique du nord et le Soudan. Il propose ainsi en 1889 un nouveau tracé de chemin de fer à travers le Sahara au départ du sud de la Tunisie jusqu’au Tchad via Ghadamès et Ghât. 
Membre de la Société de géographie de Paris (1890), il est chargé comme représentant de la Société à l'Exposition de Tachkent d'une mission en Asie centrale. Avec Paul Nadar, il explore ainsi les régions de Ferghana, Pamir, la Kachgarie, les monts Tian-Chan et y étudie la géographie, la flore, la faune, l'ethnologie , l'archéologie et les possibilités pour pouvoir y construire un chemin de fer. 
En 1891, il regagne le Turkestan russe par la province de Semiretchinsk en suivant pendant une centaine de kilomètres le rebord nord des Monts Alexandre. 
Édouard Blanc est aussi connu pour avoir coordonné les travaux de nombreux explorateurs qu'il a rencontré lors de ses expéditions : Bronislav Grombchevsky, Nikolai Petrovsky (en), Francis Younghusband, Sven Hedin etc. et avoir tiré de leurs observations et des siennes, en 1892, une grande Carte du bassin de l'ancien Oxus au 1/500 000. 
De retour en Russie en juin 1892 comme représentant de la Société de géographie au congrès d'anthropologie de Moscou, il explore de nouveau le Turkestan en 1894-1895 puis représente la France à l'Exposition de Nijni-Novgorod (1896). 
Observateur des progrès du Transsibérien, il est à Irkoutsk en 1904 lors de l'installation des rails sur la glace du lac Baïkal. 
Ses aventures sont à l'origine du roman de Jules Verne, Claudius Bombarnac où il est cité au chapitre XV.

## Œuvres
- Chasses à l'impossible, C. Lévy, 1889
- Le dessèchement du Sahara et l'avenir des oasis, Congrès de l'Association pour l'Avancement des sciences, Paris, 1889
- Le sud de la Tunisie, Bulletin de la Société de géographie commerciale, 1889
- Les routes de l'Afrique septentrionale au Soudan, Bulletin de la Société de géographie, 1890
- Le Transsaharien, Compte rendu de la Société de géographie, 1890
- Les routes de l'Afrique septentrionale au Soudan, Société de géographie, 1890
- L'hydrographie du bassin de l'ancien Oxus, Bulletin de la Société de géographie, 1892, p. 281-315
- Le chemin de fer transcaspien, Annales de géographie, 1894-1895, p. 325-341
- Le chemin de fer transcaspien, A travers le monde, 1895, p. 445-447
- Journal de route en Asie centrale, Revue des deux Mondes, 1898
- Exposé sur l'expédition arctique russe de 1905 et les nouvelles routes fluviales de Sibérie, 1906